# Hop Pole
Hop Pole – osada w Anglii, w hrabstwie Lincolnshire, w dystrykcie South Holland. Leży 62 km na południe od Lincoln i 134 km na północ od Londynu.
Miejscowość liczy 105 mieszkańców.